# Arcieparchia di Akka

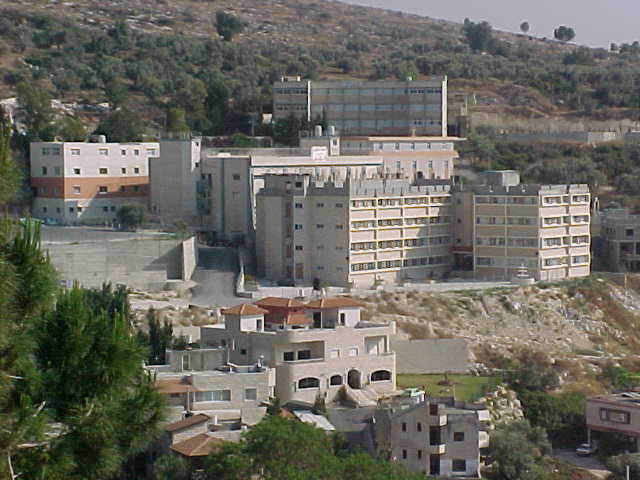
Il Mar Elias educational campus di I'billin, complesso educativo della Chiesa melchita di Akka, fondato dall'arcieparca Elias Chacour.

L'arcieparchia di Akka dei Melchiti (in latino Archieparchia Ptolemaidensis Melchitarum) è una sede della Chiesa cattolica greco-melchita immediatamente soggetta al patriarcato di Antiochia dei Melchiti. Nel 2022 contava 73.921 battezzati. È retta dall'arcieparca Youssef Matta.

## Territorio
L'arcieparchia comprende i territori settentrionali dello Stato di Israele e della Cisgiordania.
Sede arcieparchiale è la città di Haifa, dove si trova la cattedrale di Sant'Elia.
Il territorio è suddiviso in 37 parrocchie.

## Storia
Antica sede risalente al III secolo, fu eretta in circoscrizione autonoma, separata da Tiro, nel 1759.
La sede fa riferimento all'antica Tolemaide di Fenicia, chiamata San Giovanni d'Acri in epoca crociata.
Il 18 novembre 1964 l'eparchia di Akka è stata elevata al rango di arcieparchia con la bolla Episcopalis synodus di papa Paolo VI.

## Cronotassi dei vescovi
Si omettono i periodi di sede vacante non superiori ai 2 anni o non storicamente accertati.
- Macaire Ajemi † (1759 - 25 dicembre 1774 dimesso)
- Michel (Germanos) Adam † (25 dicembre 1774 consacrato - luglio 1777 nominato arcieparca di Aleppo)
- Macarios Fakhoury † (? - 1794 ?)
- Macarios Nahas † (1795 - 1809 ?)
- Habib Theodosius † (1809 - 1833 ?)
- Michel Bahous, B.S. † (10 agosto 1836 consacrato - 16 giugno 1856 confermato patriarca di Antiochia)
- Hanna Youssef-Sayour † (13 novembre 1856 consacrato - 27 marzo 1865 confermato patriarca di Antiochia)
- Agapio Dumani, B.S. † (4 dicembre 1864 - 1893 deceduto)
- Athanase Sabbagh, B.S. † (1894 - 1899 ?)
- Grégoire Haggiar, B.S. † (24 marzo 1901 - 30 ottobre 1940 deceduto)
  - Sede vacante (1940-1943)
- Georges Hakim † (13 marzo 1943 - 26 novembre 1967 confermato patriarca di Antiochia)
- Joseph-Marie Raya † (9 settembre 1968 - 21 agosto 1974 dimesso)
- Maximos Salloum † (20 agosto 1975 - 23 luglio 1997 ritirato)
- Pierre Mouallem, S.M.S.P. (29 luglio 1998 - 18 luglio 2003 ritirato)
  - Sede vacante (2003-2006)
- Elias Chacour (7 febbraio 2006 - 27 gennaio 2014 ritirato)[1]
- Georges Bacouni (21 giugno 2014 - 24 novembre 2018 confermato arcieparca di Beirut e Jbeil)
- Youssef Matta, dal 18 marzo 2019

## Statistiche
L'arcieparchia nel 2022 contava 73.921 battezzati.
| anno | popolazione | popolazione | popolazione | presbiteri | presbiteri | presbiteri | presbiteri                | diaconi | religiosi | religiosi | parrocchie |
| anno | battezzati  | totale      | %           | numero     | secolari   | regolari   | battezzati per presbitero | diaconi | uomini    | donne     | parrocchie |
| ---- | ----------- | ----------- | ----------- | ---------- | ---------- | ---------- | ------------------------- | ------- | --------- | --------- | ---------- |
| 1950 | 37.500      | 500.000     | 7,5         | 22         | 20         | 2          | 1.704                     |         |           | 3         | 28         |
| 1959 | 19.560      | 2.000.900   | 1,0         | 29         | 27         | 2          | 674                       |         |           | 18        | 30         |
| 1970 | 32.000      | 2.000.000   | 1,6         | 21         | 21         |            | 1.523                     |         |           | 10        | 33         |
| 1980 | 40.000      | ?           | ?           | 24         | 18         | 6          | 1.666                     |         | 6         | 47        | 25         |
| 1990 | 40.000      | ?           | ?           | 30         | 25         | 5          | 1.333                     | 1       | 8         | 46        | 38         |
| 1997 | 54.000      | ?           | ?           | 28         | 24         | 4          | 1.928                     |         | 4         | 41        | 30         |
| 2000 | 64.370      | ?           | ?           | 29         | 24         | 5          | 2.219                     |         | 7         | 32        | 30         |
| 2001 | 65.220      | ?           | ?           | 31         | 26         | 5          | 2.103                     |         | 7         | 41        | 30         |
| 2003 | 67.890      | ?           | ?           | 82         | 52         | 30         | 827                       |         | 38        | 604       | 12         |
| 2004 | 80.000      | ?           | ?           | 36         | 33         | 3          | 2.222                     |         | 8         | 28        | 32         |
| 2007 | 95.000      | ?           | ?           | 33         | 30         | 3          | 2.878                     |         | 8         | 20        | 30         |
| 2012 | 76.700      | ?           | ?           | 36         | 32         | 4          | 2.130                     | 5       | 10        | 26        | 33         |
| 2015 | 75.000      | ?           | ?           | 33         | 29         | 4          | 2.272                     | 1       | 6         | 25        | 32         |
| 2018 | 70.000      | ?           | ?           | 35         | 31         | 4          | 2.000                     | 1       | 13        | 43        | 30         |
| 2020 | 71.505      | ?           | ?           | 40         | 36         | 4          | 1.787                     | 2       | 13        | 36        | 37         |
| 2022 | 73.921      | ?           | ?           | 40         | 36         | 4          | 1.848                     |         | 8         | 28        | 37         |